# DDT Pro-Wrestling
Pour les articles homonymes, voir DDT.
La DDT Pro-Wrestling (DDTプロレスリング, DDT Puroresuringu) est une promotion de catch japonaise basée à Shinjuku, Tokyo, Japon. Son nom signifie Dramatic Dream Team, qui a été le nom officiel de la promotion de 1997 à 2004. Fondée en mars 1997 par Shintaro Muto, la promotion a finalement été achetée et gérée par Shoichi Ichimiya jusqu'en décembre 2005, date à laquelle Sanshiro Takagi est devenu le nouveau président. En 2017, la DDT a été vendu à la société CyberAgent. Takagi a conservé son poste, tandis que Takahiro Yamauchi a pris la relève en tant que nouveau directeur.
DDT est devenu l'une des meilleures promotions de catch indépendante japonaise en créant un style de divertissement sportif unique, parodiant régulièrement la WWE, avec une touche de puroresu japonais dans les matchs. DDT a passé des accords avec diverses promotions de MMA et de catch à travers le monde. Le plus grand événement de DDT est le Ryōgoku Peter Pan, qui a lieu chaque année depuis 2009.

## Histoire
La Dramatic Dream Team est fondé par Shintaro Muto, Sanshiro Takagi, Kyohei Mikami (MIKAMI) et Kazushige Nosawa (NOSAWA Rongai) en 1997. Takagi est un catcheur fan de la World Wrestling Federation et souhaite que la DDT propose du divertissement sportif à la différence de la New Japan Pro Wrestling par exemple.

## Championnats et accomplissements

### Championnats actifs
La DDT Pro-Wrestling reconnait neuf titres, le titre principal de la fédération étant le KO-D (King of DDT) Openweight Championship.
| Titre                                 | Champion(s) actuel(s)                                                                                         | Ancien(s) Champion(s)                                                         | Date de victoire |
| ------------------------------------- | --- | ----------------------------------------------------------------------------- | ---------------- |
| KO-D Openweight Championship          | Shinya Aoki                                                                                                   | Yuki Ueno                                                                     | 25 août 2024     |
| KO-D Tag Team Championship            | Schadenfreude International (Chris Brookes et Takeshi Masada)                                                 | Burning (Tetsuya Endo et Yuki Iino)                                           | 10 août 2024     |
| KO-D 6-Man Tag Team Championship      | Damnation T.A. (Daisuke Sasaki, Kanon et MJ Paul)                                                             | Smile Squash (Akito, Harashima et Yasu Urano)                                 | 21 juillet 2024  |
| KO-D 10-Man Tag Team Championship     | Schadenfreude International (Masahiro Takanashi, Chris Brookes, Antonio Honda, Takeshi Masada et Mecha Mummy) | Shinya Aoki et The37Kamiina (Mao, Yuki Ueno, Shunma Katsumata and Toy Kojima) | 5 janvier 2024   |
| DDT Extreme Championship              | Shunma Katsumata                                                                                              | Kazuki Hirata                                                                 | 28 janvier 2024  |
| DDT Universal Championship            | Mao | Matt Cardona                                                                  | 12 novembre 2023 |
| World Ōmori Championship              | Soma Takao | Chikara                                                                       | 27 novembre 2022 |
| O-40 Championship                     | Azul Dragon                                                                                                   | Makoto Oishi                                                                  | 13 avril 2024    |
| Ironman Heavymetalweight Championship | Danshoku Dino                                                                                                 | Effy                                                                          | 15 août 2024     |

### Championnats retirés
| Titre                                          | Dernier(s) Champion(s)                                                          | Ancien(s) Champions                                                             | Date de victoire |
| ---------------------------------------------- | ------------------------------------------------------------------------------- | ------------------------------------------------------------------------------- | ---------------- |
| DDT Jiyukaoga Six-Person Tag Team Championship | Shit Heart♥Fondation (Hikaru Sato, Michael Nakazawa et Tomomitsu Matsunaga) (1) | Great Kojika, Mr #6 & Riho (1)                                                  | 3 novembre 2010  |
| UWA World Trios Championship                   | Disaster-Box (HARASHIMA, Toru Owashi et Yukihiro Abe) (1)                       | Shit Heart♥Fondation (Hikaru Sato, Michael Nakazawa et Tomomitsu Matsunaga) (1) | 26 décembre 2010 |

## Tournois annuels
| Tournois            | Derniers Vainqueurs                         | Date de victoire |
| ------------------- | ------------------------------------------- | ---------------- |
| King of DTT         | Mao                                         | 26 mai 2024      |
| D-Oh Grand Prix     | Yukio Naya                                  | 3 janvier 2024   |
| Ultimate Tag League | Disaster Box (Harashima et Naomi Yoshimura) | 27 février 2022  |
| D Generations Cup   | Takeshi Masada                              | 16 février 2023  |